# National Ignition Facility
National Ignition Facility (NIF) este un laborator laser de cercetare de înaltă energie, în cadrul institutului Lawrence Livermore National Laboratory din Livermore, California⁠(en)[traduceți], supravegheat de National Nuclear Security Administration (NNSA) a SUA. NIF efectuează experimente de fuziune prin autoaprindere, în condiții similare celor din exploziile nucleare. Scopul lor este testarea armelor nucleare în laborator, pentru a asigura proiectarea și mentenanța acestora în siguranță. Inițial, se urmărea și utilizarea fuziunii nucleare ca sursă civilă de energie.
NIF, a cărui construcție a fost terminată în anul 2009, este instalația de fuziune prin confinare inerțială de cea mai înaltă energie din lume. În experimentul din 8 august 2021 s-a atins un yield de peste 1,3 megajoule (70% din energia transferată de laser țintei). Directorul laboratorului a declarat că „acest rezultat este un pas înainte istoric în cercetarea fuziunii prin confinare inerțială”.

Galerie de imagini: NIF
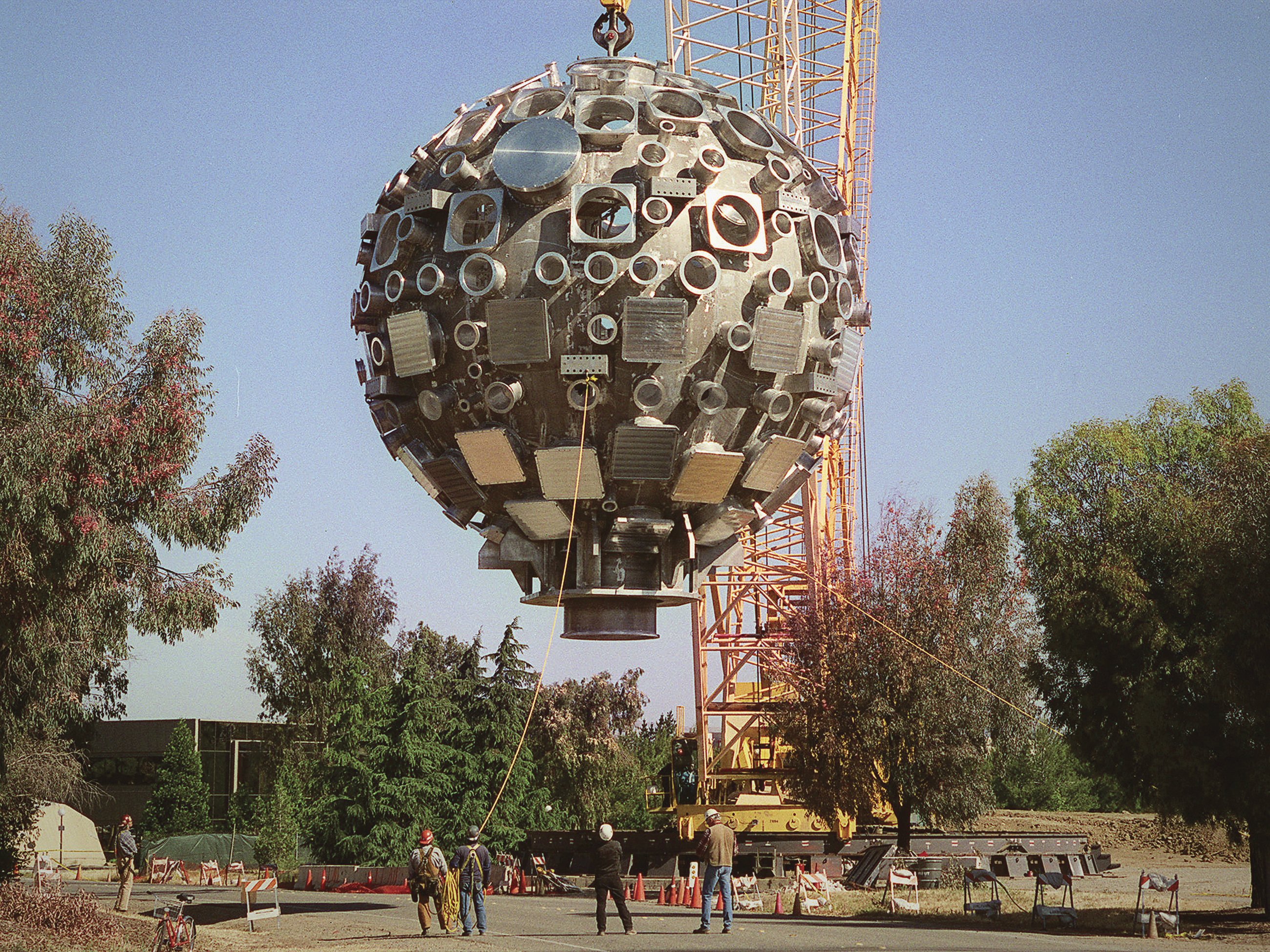
Instalarea camerei de experimente
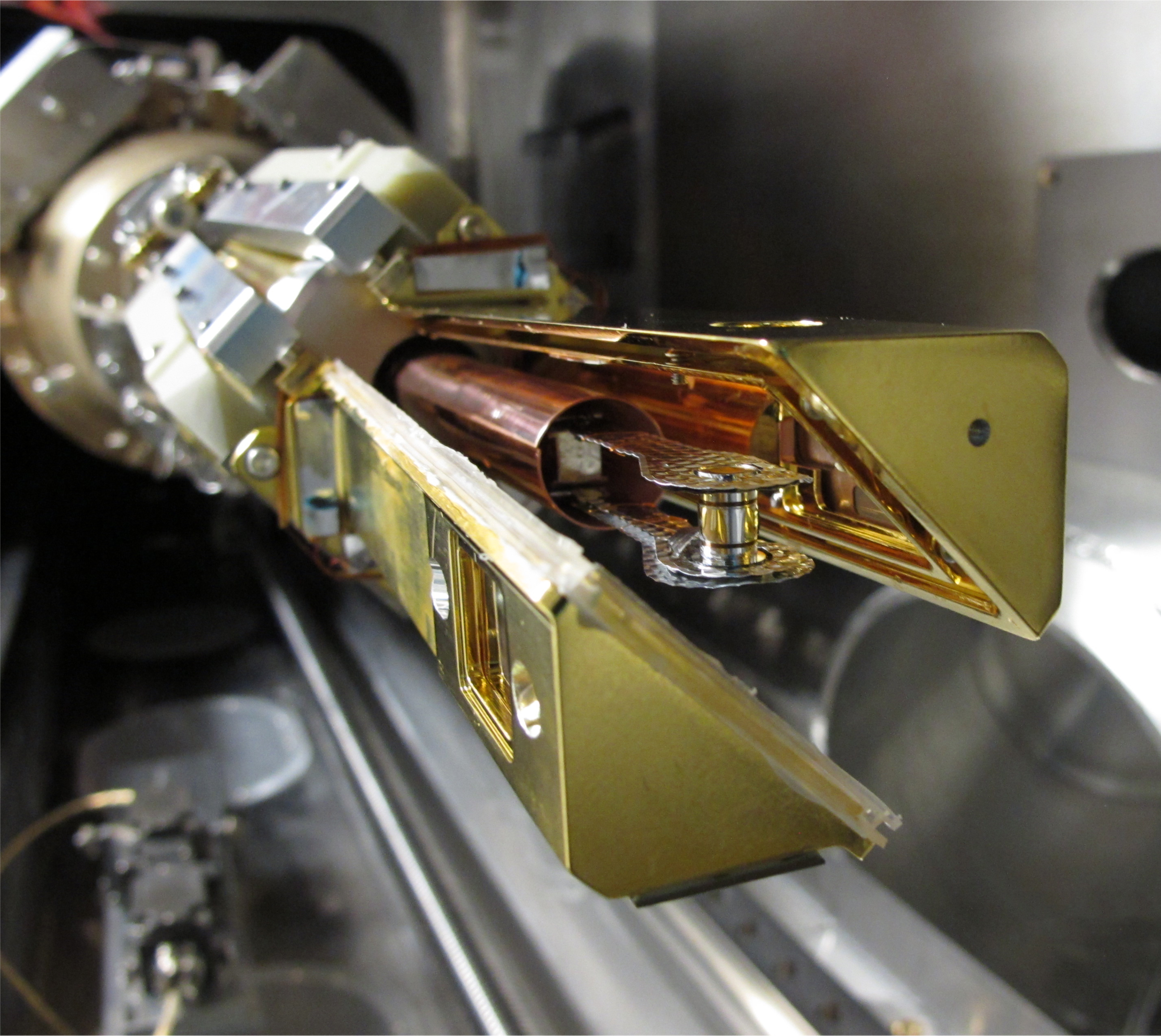
Ținta în interiorul brațului de poziționare
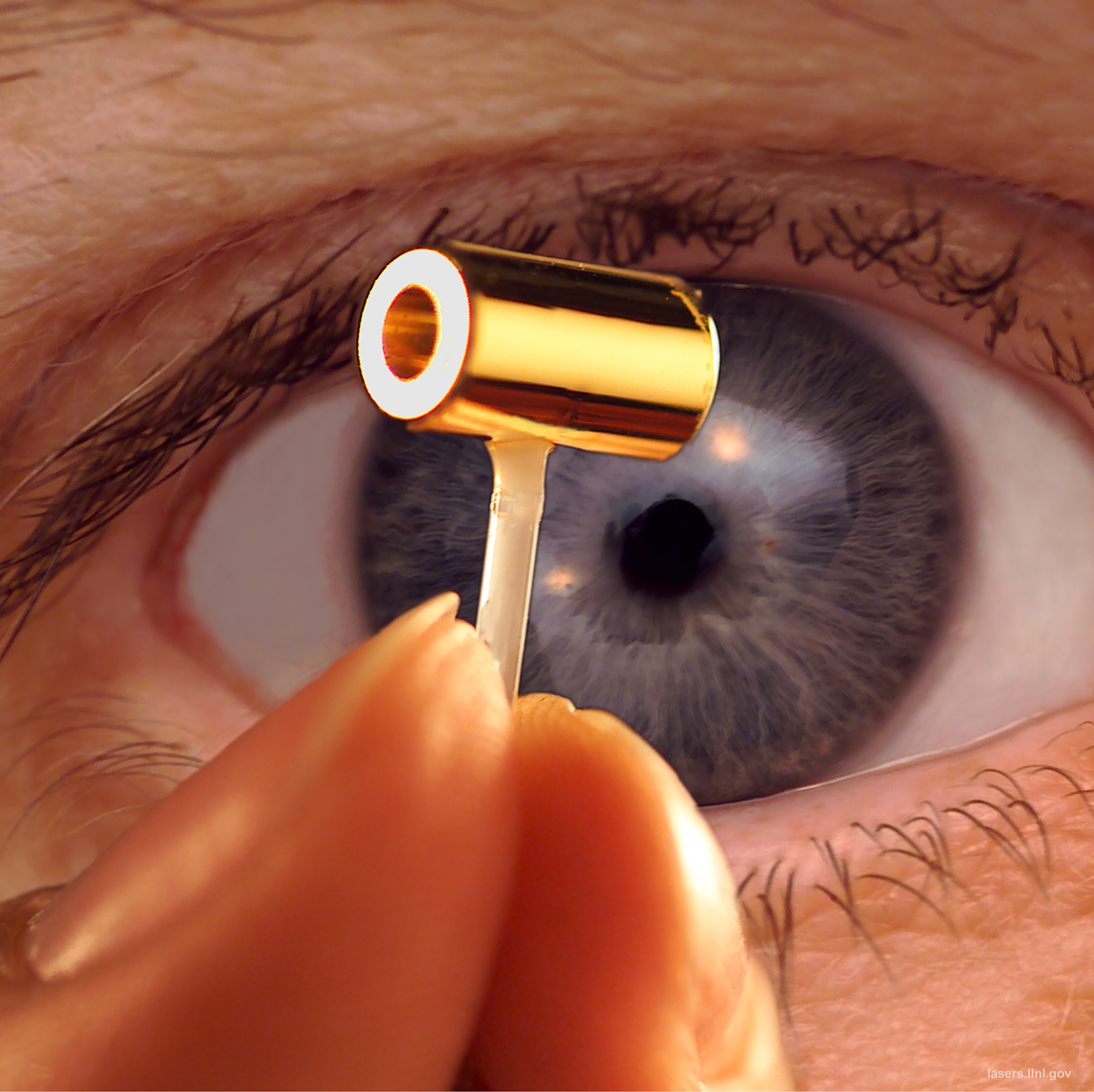
Cavitatea care conține microcapsula țintă
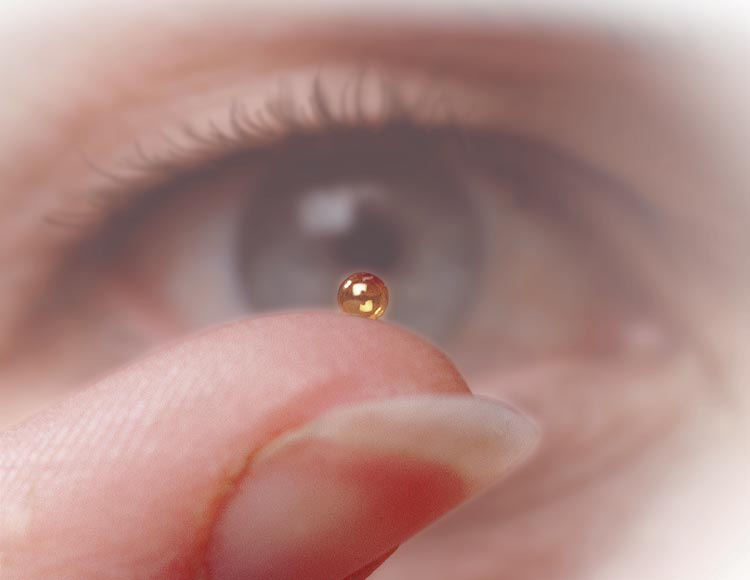
Microcapsula țintă de fuziune